# Upplands runinskrifter 15
Runinskrift U 15 är en gravhäll med namnet Ingeborgsstenen, som är placerad i Ekerö kyrka på Ekerö i nordöstra Mälaren. Hällen står upprest i Ingeborgskorets sydöstra hörn, ett mindre andaktsrum i kyrkans södra korsarm. Rummet byggdes ursprungligen på 1680-talet som ett gravkor för greve Erik Lindschöld. I samband med renoveringar 2010 genomfördes arkeologiska utgrävningar i koret och man hittade skelettdelar efter sex personer, samt fragmentet efter ytterligare en gravhäll med en dödskalle i relief. 

## Historia
Gravhällen som uppges ha varit inmurad i kyrkans golv står numera uppställd i ett sidokapell. Den härstammar från 1100-talets senare del och antas till en början ha legat på kyrkogården. Ingeborg som vilade under gravhällen bodde förmodligen på Askanäs gård under 1100-talets senare del. Sannolikt var hon gift med Joar Jedvardsson, en bror till Erik den helige och enligt Erikskrönikan var deras dotter gift med Jon Jarl. Askanäs låg direkt öster om kyrkan och i dess närhet finns Ekerös största gravhög, således fanns här en stormannagården med forntida anor. Ornamentiken består av ett Sankt Georgkors krönt med en krona. Hällen är estetiskt tilltalande och påminner om en liljesten utan växtdekorationer. Ovanför motivet är en runinskrift utförd på runlatin som lyder enligt nedan. 

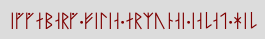
Runslingan på U 15

## Inskrift
Runor: ᛁᚵᚵᛅᛒᛆᚱᚵ᛫ᚠᛁᛚᛁᛆ᛫ᛅᚱᛘᚢᚿᛆᛁ᛫ᛁᛆᚳᛆᛐ᛫ᚼᛁᚳ
Translitterering av runraden:
iggeborg ÷ filia : ermundi ÷ iacet : hic : ?
Normalisering till latin:
Ingeborg filia Ermundi iacet hic ...
Översättning till nusvenska:
Ingeborg Ermunds dotter vilar här.
Inskriften börjar med kors ᛭, och avslutas med ligatur Ave Maria ᛯ. Ermundus är en latinisering av Ærnmundr,  som  är  känt  från: U 72, U 81, U 107, U 180, U 209, U 283, U 360, U 685, U 1030.